# Brette-les-Pins
Brette-les-Pins és un municipi francès situat al departament del Sarthe i a la regió de País del Loira. L'any 2007 tenia 1.993 habitants.

## Demografia

### Població
El 2007 la població de fet de Brette-les-Pins era de 1.993 persones. Hi havia 734 famílies de les quals 145 eren unipersonals (88 homes vivint sols i 57 dones vivint soles), 261 parelles sense fills, 310 parelles amb fills i 18 famílies monoparentals amb fills.
La població ha evolucionat segons el següent gràfic:
Habitants censats

### Habitatges
El 2007 hi havia 789 habitatges, 738 eren l'habitatge principal de la família, 23 eren segones residències i 28 estaven desocupats. 773 eren cases i 3 eren apartaments. Dels 738 habitatges principals, 609 estaven ocupats pels seus propietaris, 115 estaven llogats i ocupats pels llogaters i 14 estaven cedits a títol gratuït; 6 tenien una cambra, 62 en tenien dues, 87 en tenien tres, 197 en tenien quatre i 387 en tenien cinc o més. 569 habitatges disposaven pel capbaix d'una plaça de pàrquing. A 265 habitatges hi havia un automòbil i a 416 n'hi havia dos o més.

### Piràmide de població
La piràmide de població per edats i sexe el 2009 era:
| Homes | Edats   | Dones |
| ----- | ------- | ----- |
| 0     | 95 o +  | 0     |
| 8     | 90 a 94 | 0     |
| 0     | 85 a 89 | 8     |
| 4     | 80 a 84 | 8     |
| 20    | 75 a 79 | 12    |
| 44    | 70 a 74 | 44    |
| 68    | 65 a 69 | 56    |
| 16    | 60 a 64 | 48    |
| 40    | 55 a 59 | 32    |
| 56    | 50 a 54 | 52    |
| 48    | 45 a 49 | 44    |
| 64    | 40 a 44 | 56    |
| 44    | 35 a 39 | 56    |
| 68    | 30 a 34 | 64    |
| 32    | 25 a 29 | 36    |
| 32    | 20 a 24 | 32    |
| 40    | 15 a 19 | 32    |
| 52    | 10 a 14 | 40    |
| 76    | 5 a 9   | 56    |
| 40    | 0 a 4   | 40    |

## Economia
El 2007 la població en edat de treballar era de 1.251 persones, 923 eren actives i 328 eren inactives. De les 923 persones actives 857 estaven ocupades (467 homes i 390 dones) i 65 estaven aturades (24 homes i 41 dones). De les 328 persones inactives 96 estaven jubilades, 140 estaven estudiant i 92 estaven classificades com a «altres inactius».

### Ingressos
El 2009 a Brette-les-Pins hi havia 744 unitats fiscals que integraven 2.079 persones, la mediana anual d'ingressos fiscals per persona era de 18.594 €.

### Activitats econòmiques
Dels 54 establiments que hi havia el 2007, 1 era d'una empresa extractiva, 1 d'una empresa alimentària, 2 d'empreses de fabricació d'altres productes industrials, 13 d'empreses de construcció, 4 d'empreses de comerç i reparació d'automòbils, 4 d'empreses de transport, 2 d'empreses d'hostatgeria i restauració, 1 d'una empresa d'informació i comunicació, 3 d'empreses financeres, 4 d'empreses immobiliàries, 9 d'empreses de serveis, 4 d'entitats de l'administració pública i 6 d'empreses classificades com a «altres activitats de serveis».
Dels 22 establiments de servei als particulars que hi havia el 2009, 1 era una oficina bancària, 2 tallers de reparació d'automòbils i de material agrícola, 1 autoescola, 2 paletes, 4 guixaires pintors, 3 fusteries, 2 electricistes, 4 perruqueries, 1 restaurant i 2 agències immobiliàries.
Dels 3 establiments comercials que hi havia el 2009, 1 era una botiga de menys de 120 m², 1 una fleca i 1 una carnisseria.
L'any 2000 a Brette-les-Pins hi havia 27 explotacions agrícoles que ocupaven un total de 385 hectàrees.

## Equipaments sanitaris i escolars
El 2009 hi havia una escola elemental.

## Poblacions més properes
El següent diagrama mostra les poblacions més properes.